# 350 a. C.
El año 350 a. C. fue un año del calendario romano prejuliano. En la entonces República Romana se conocía como el Año del Consulado de Lenas y Escipión (o menos frecuentemente, año 404 Ab urbe condita). 

## Acontecimientos

### América
- Comienza la civilización maya en Mesoamérica (fecha aproximada).

### Grecia
- Alejandro I se convierte en rey de Epiro después de que su cuñado Filipo II de Macedonia destrone al primo de Alejandro Arribas.
- Arquitectos griegos construyen el teatro circular de Epidauro; con capacidad para 14.000 espectadores, sigue activo hoy en día.[1]
- Filipo II saquea Abdera en Tracia.

### Imperio persa
- Sidón, el centro de la revuelta contra Persia, busca la ayuda en su ciudad hermana de Tiro y de Egipto pero obtiene muy poca.
- Hidrieo, el segundo hijo de Hecatomno, tiene éxito al lograr el trono de Caria a la muerte de Artemisia II, la viuda de su hermano mayor Mausolo. Poco después de su ascenso, a petición del rey persa, Artajerjes III, Idrieo equipa una flota de 40 trirremes y reúne un ejército de 8000 mercenarios y las manda contra Chipre, bajo el mando del general ateniense Foción.

### República romana
- Los galos, amenazando una vez más Roma, son derrotados de forma decisiva por un ejército formado por Roma y sus aliados.

### Resto del Mundo
- El Panchatantra, compilación de fábulas humorísticas, aparece en la India.[1]
- Los chinos inventan la ballesta.[1]

## Nacimientos
- Casandro, rey de Macedonia y fundador de la dinastía Antipátrida (fecha aproximada) (m. h. 297 a. C.)

## Fallecimientos
- Aristipo, filósofo griego (n. 435 a. C.)

## Arte y literatura
- Praxíteles hace la Afrodita de Cnido (fecha aproximada). Se conservan actualmente un par de copias romanas similares al mármol original en los Museos Vaticanos, Museo Pio Clementino, Gabinetto delle Maschere en Roma.
- Se termina el edificio del Mausoleo en Halicarnaso (moderno Bodrum en Turquía) (fecha aproximada). Es la tumba del sátrapa persa y gobernador de Caria Mausolo y se construye bajo la dirección de su esposa Artemisia. El mausoleo, que se considera una de las Siete maravillas del mundo, se conserva hoy parcialmente en el Museo Británico en Londres.
- El capitel corintio se hace en el tholos de Epidauro. Actualmente se conserva en el Museo Arqueológico de Epidauro, Grecia (fecha aproximada).

## Ciencia y tecnología
- Aristóteles defiende una Tierra esférica usando eclipses lunares y otras observaciones. También discute de razonamiento lógico en Órganon.
- Platón propone un modelo geocéntrico del universo con las estrellas rotando sobre una esfera celestial fijada.
- (Fecha aproximada) Aparecen instrumentos de hierro en varios sectores de producción en la península ibérica.[2]